# Bauhinia excurrens
Bauhinia excurrens är en ärtväxtart som beskrevs av Otto Stapf. Bauhinia excurrens ingår i släktet Bauhinia och familjen ärtväxter. Inga underarter finns listade i Catalogue of Life.